# Place des Moshavot

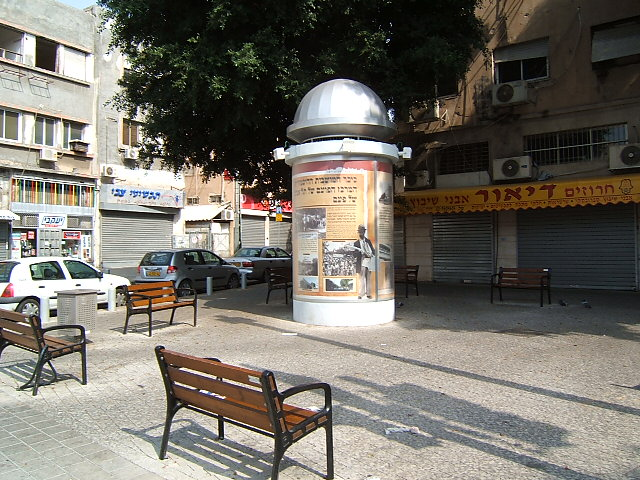
La place des Moshavot à Tel Aviv

La place HaMoshavot (en hébreu: כיכר המושבות, Kikar HaMoshavot), ou place des Moshavot en français, est une voirie de la ville israélienne de Tel Aviv. 

## Situation et accès
Cette place publique est située dans le centre-ville de Tel Aviv.